# Glomeroides centralis
Glomeroides centralis är en mångfotingart som beskrevs av Chamberlin 1922. Glomeroides centralis ingår i släktet Glomeroides och familjen klotdubbelfotingar. Inga underarter finns listade i Catalogue of Life.